# Dél-amerikai U20-as labdarúgó-bajnokság
A Dél-amerikai U20-as labdarúgó-bajnokság (angolul: U-20 South American Championship, vagy South American Youth Football Championship) egy  a CONMEBOL által kiírt labdarúgótorna, a 20 éven aluli labdarúgók számára.
A tornát 1954 óta rendezik meg és egyben selejtező is az U20-as labdarúgó-világbajnokságra.
A jelenlegi címvédő Brazília, a legsikeresebb válogatott pedig szintén Brazília csapata 13 győzelemmel.

## Results
| Év             | Rendező   | Győztes | 2. helyezett | 3. helyezett | 4. helyezett |
| -------------- | --------- | ------- | ------------ | ------------ | ------------ |
| 1954 Részletek | Venezuela | Uruguay | Brazília     | Venezuela    | Peru         |
| 1958 Részletek | Chile     | Uruguay | Argentína    | Brazília     | Peru         |
| 1964 Részletek | Kolumbia  | Uruguay | Paraguay     | Kolumbia     | Chile        |

| Év             | Rendező  | Győztes   | Eredmény | 2. helyezett | 3. helyezett   | Eredmény       | 4. helyezett   |
| -------------- | -------- | --------- | -------- | ------------ | -------------- | -------------- | -------------- |
| 1967 Részletek | Paraguay | Argentína | 2–2      | Paraguay     | Brazília Peru  | Brazília Peru  | Brazília Peru  |
| 1971 Részletek | Paraguay | Paraguay  | 1–1      | Uruguay      | Argentína Peru | Argentína Peru | Argentína Peru |
| 1974 Részletek | Chile    | Brazília  | 2–1      | Uruguay      | Paraguay       | 1–0            | Argentína      |

| Év             | Rendező   | Győztes                               | 2. helyezett                          | 3. helyezett                          | 4. helyezett                          |
| -------------- | --------- | ------------------------------------- | ------------------------------------- | ------------------------------------- | ------------------------------------- |
| 1975 Részletek | Peru      | Uruguay                               | Chile                                 | Argentína                             | Peru                                  |
| 1977 Részletek | Venezuela | Uruguay                               | Brazília                              | Paraguay                              | Chile                                 |
| 1979 Részletek | Uruguay   | Uruguay                               | Argentína                             | Paraguay                              | Brazília                              |
| 1981 Részletek | Ecuador   | Uruguay                               | Brazília                              | Argentína                             | Bolívia                               |
| 1983 Részletek | Bolívia   | Brazília                              | Uruguay                               | Argentína                             | Bolívia                               |
| 1985 Részletek | Paraguay  | Brazília                              | Paraguay                              | Kolumbia                              | Uruguay                               |
| 1987 Részletek | Kolumbia  | Kolumbia                              | Brazília                              | Argentína                             | Uruguay                               |
| 1988 Részletek | Argentína | Brazília                              | Kolumbia                              | Argentína                             | Paraguay                              |
| 1991 Részletek | Venezuela | Brazília                              | Argentína                             | Uruguay                               | Paraguay                              |
| 1992 Részletek | Kolumbia  | Brazília                              | Uruguay                               | Kolumbia                              | Ecuador                               |
| 1995 Részletek | Bolívia   | Brazília                              | Argentína                             | Chile                                 | Ecuador                               |
| 1997 Részletek | Chile     | Argentína                             | Brazília                              | Paraguay                              | Uruguay                               |
| 1999 Részletek | Argentína | Argentína                             | Uruguay                               | Brazília                              | Paraguay                              |
| 2001 Részletek | Ecuador   | Brazília                              | Argentína                             | Paraguay                              | Chile                                 |
| 2003 Részletek | Uruguay   | Argentína                             | Brazília                              | Paraguay                              | Kolumbia                              |
| 2005 Részletek | Kolumbia  | Kolumbia                              | Brazília                              | Argentína                             | Chile                                 |
| 2007 Részletek | Paraguay  | Brazília                              | Argentína                             | Uruguay                               | Chile                                 |
| 2009 Részletek | Venezuela | Brazília                              | Paraguay                              | Uruguay                               | Venezuela                             |
| 2011 Részletek | Peru      | Brazília                              | Uruguay                               | Argentína                             | Ecuador                               |
| 2013 Részletek | Argentína | Kolumbia                              | Paraguay                              | Uruguay                               | Chile                                 |
| 2015 Részletek | Uruguay   | Argentína                             | Kolumbia                              | Uruguay                               | Brazília                              |
| 2017 Részletek | Ecuador   | Uruguay                               | Ecuador                               | Venezuela                             | Argentína                             |
| 2019 Részletek | Chile     | Ecuador                               | Argentína                             | Uruguay                               | Kolumbia                              |
| 2021 Részletek | Venezuela | A koronavírus-járvány miatt elmaradt. | A koronavírus-járvány miatt elmaradt. | A koronavírus-járvány miatt elmaradt. | A koronavírus-járvány miatt elmaradt. |
| 2023 Részletek | Kolumbia  | Brazília                              | Uruguay                               | Kolumbia                              | Ecuador                               |
| 2025 Részletek | Venezuela | Brazília                              | Argentína                             | Kolumbia                              | Paraguay                              |

## Ranglista országonként
| Ország    | Bajnoki címek                                                                     | 2. helyezett                                       | 3. helyezett                                       | 4. helyezett                           |
| --------- | --------------------------------------------------------------------------------- | -------------------------------------------------- | -------------------------------------------------- | -------------------------------------- |
| Brazília  | 13 (1974, 1983, 1985, 1988, 1991, 1992, 1995, 2001, 2007, 2009, 2011, 2023, 2025) | 7 (1954, 1977, 1981, 1987, 1997, 2003, 2005)       | 3 (1958, 1967, 1999)                               | 2 (1979, 2015)                         |
| Uruguay   | 8 (1954, 1958, 1964, 1975, 1977, 1979, 1981, 2017)                                | 7 (1971, 1974, 1983, 1992, 1999, 2011, 2023)       | 6 (1991, 2007, 2009, 2013, 2015, 2019)             | 3 (1985, 1987, 1997)                   |
| Argentína | 5 (1967, 1997, 1999, 2003, 2015)                                                  | 8 (1958, 1979, 1991, 1995, 2001, 2007, 2019, 2025) | 8 (1971, 1975, 1981, 1983, 1987, 1988, 2005, 2011) | 2 (1974, 2017)                         |
| Kolumbia  | 3 (1987, 2005, 2013)                                                              | 2 (1988, 2015)                                     | 5 (1964, 1985, 1992, 2023, 2025)                   | 2 (2003, 2019)                         |
| Paraguay  | 1 (1971)                                                                          | 5 (1964, 1967, 1985, 2009, 2013)                   | 6 (1974, 1977, 1979, 1997, 2001, 2003)             | 4 (1988, 1991, 1999, 2025)             |
| Ecuador   | 1 (2019)                                                                          | 1 (2017)                                           |                                                    | 4 (1992, 1995, 2011, 2023)             |
| Chile     |                                                                                   | 1 (1975)                                           | 1 (1995)                                           | 6 (1964, 1977, 2001, 2005, 2007, 2013) |
| Peru      |                                                                                   |                                                    | 2 (1967, 1971)                                     | 3 (1954, 1958, 1975)                   |
| Venezuela |                                                                                   |                                                    | 2 (1954, 2017)                                     | 1 (2009)                               |
| Bolívia   |                                                                                   |                                                    |                                                    | 2 (1981, 1983)                         |

## Statisztika
| #  | Ország    | M   | Gy  | D  | V  | RG  | KG  | GK   | P   |
| -- | --------- | --- | --- | -- | -- | --- | --- | ---- | --- |
| 1  | Brazília  | 190 | 115 | 40 | 35 | 381 | 151 | +230 | 270 |
| 2  | Uruguay   | 190 | 95  | 56 | 39 | 320 | 201 | +119 | 246 |
| 3  | Argentína | 181 | 90  | 53 | 38 | 304 | 174 | +130 | 233 |
| 4  | Paraguay  | 162 | 71  | 39 | 52 | 267 | 212 | +55  | 181 |
| 5  | Kolumbia  | 160 | 59  | 41 | 60 | 197 | 207 | -10  | 159 |
| 6  | Chile     | 153 | 50  | 32 | 71 | 218 | 255 | -37  | 132 |
| 7  | Peru      | 129 | 30  | 29 | 70 | 148 | 253 | -105 | 89  |
| 8  | Ecuador   | 118 | 28  | 26 | 64 | 124 | 206 | -82  | 82  |
| 9  | Venezuela | 117 | 20  | 29 | 68 | 109 | 252 | -143 | 69  |
| 10 | Bolívia   | 96  | 11  | 15 | 70 | 83  | 223 | -140 | 37  |
| 11 | Izrael    | 5   | 3   | 0  | 2  | 6   | 4   | +2   | 6   |
| 12 | Panama    | 3   | 0   | 0  | 3  | 4   | 20  | -16  | 0   |